# Salsola tomentosa
Salsola tomentosa là loài thực vật có hoa thuộc họ Dền. Loài này được Spach ex Moq. miêu tả khoa học đầu tiên năm 1849.